# Pažiť
Pažiť (em húngaro: Pázsit) é um município da Eslováquia, situado no distrito de Partizánske, na região de Trenčín. Tem 3,06 km² de área e sua população em 2018 foi estimada em 489 habitantes.

## Demografia
| Ano:        | 1994 | 2004    | 2014   | 2024    |
| ----------- | ---- | ------- | ------ | ------- |
| Broj ljudi: | 339  | 404     | 440    | 502     |
| Razlika:    |      | +19,17% | +8,91% | +14,09% |

| Ano:               | 2023 | 2024   |
| ------------------ | ---- | ------ |
| Número de pessoas: | 505  | 502    |
| Diferença:         |      | -0,59% |